# Coppa Italia IBL 2010
La Coppa Italia di Italian Baseball League 2010 è stata la trentunesima edizione del trofeo, la prima dopo l'introduzione del sistema delle franchigie.
Alla coppa partecipano 7 squadre, con ingresso scaglionato. Alla prima fase, un girone all'italiana di sola andata con doppio incontro, partecipano le squadre classificate dal 5º all'8º posto della regular season di Italian Baseball League.
Le prime due classificate del girone passano alla seconda fase, a cui prendono parte anche le squadre classificate al 3º e al 4º posto del girone di semifinale di IBL. La seconda fase prevede due turni a eliminazione diretta al meglio delle 3 partite.
La squadra vincente si qualifica per la finale contro la squadra sconfitta nelle Italian Baseball Series.

## Prima fase

### Risultati
| Prima giornata |                  |          |
|                | 7 agosto 2010    |          |
|                | Nettuno-Godo     | 4-0 2-1  |
|                | Grosseto-Paternò | 6-3 13-0 |

| Seconda giornata |                 |          |
|                  | 14 agosto 2010  |          |
|                  | Grosseto-Godo   | 10-0 8-1 |
|                  | Paternò-Nettuno | 7-6 5-9  |

| Terza giornata |                  |          |
|                | 28 agosto 2010   |          |
|                | Nettuno-Grosseto | 0-2 11-0 |
|                | Godo-Paternò     | 8-2 9-2  |

#### Classifica
|  | Classifica prima fase 2010    | PG | PV | PP | PCT  | PD |
|  | ----------------------------- | -- | -- | -- | ---- | -- |
|  | Grosseto                      | 6  | 5  | 1  | .833 | 0  |
|  | Nettuno Baseball              | 6  | 4  | 2  | .666 | 1  |
|  | Baseball & Softball Club Godo | 6  | 2  | 4  | .333 | 3  |
|  | Warriors Paternò              | 6  | 1  | 5  | .166 | 4  |

## Seconda fase
|  | Primo turno      | Primo turno      | Primo turno      | Primo turno | Primo turno |  |  | Secondo turno    | Secondo turno    | Secondo turno | Secondo turno | Secondo turno |  |
|  |                  |                  |                  |             |             |  |  |                  |                  |               |               |               |  |
|  | Nettuno Baseball | Nettuno Baseball | Nettuno Baseball | 4           | 6           |  |  |                  |                  |               |               |               |  |
|  | Rimini           | Rimini           | Rimini           | 3           | 2           |  |  | Nettuno Baseball | Nettuno Baseball | 2             | 3             | 3             |  |
|  | Grosseto         | Grosseto         | Grosseto         | 5           | 10          |  |  | Grosseto         | Grosseto         | 3             | 1             | 1             |  |
|  | San Marino       | San Marino       | San Marino       | 4           | 2           |  |  |                  |                  |               |               |               |  |

La Danesi Nettuno si qualifica per la finale.

## Finale

### Gara 1
| Bologna 17 settembre 2010, ore 21:00 | Fortitudo Bologna | 3 – 4 | Nettuno Baseball | Stadio Gianni Falchi |

### Gara 2
| Bologna 18 settembre 2010, ore 16:00 | Nettuno Baseball | 0 – 10 | Fortitudo Bologna | Stadio Gianni Falchi |

### Gara 3
| Bologna 18 settembre 2010, ore 21:00 | Fortitudo Bologna | 5 – 2 | Nettuno Baseball | Stadio Gianni Falchi |

## Verdetto
- Vincitore Coppa Italia:   Fortitudo Bologna